# Кришташ, Асунсан
Мари́я де Асунса́н Кри́шташ Оливе́йра Маша́ду да Гра́са (порт. Maria de Assunção Oliveira Cristas Machado da Graça; 28 сентября 1974, Луанда), известна как Асунсан Кришташ (порт. Assunção Cristas) — португальская правая политическая деятельница консервативно-католического направления. Министр сельского хозяйства и по морским делам в 2011—2015 годах. С марта 2016 по январь 2020 — председатель Социально-демократического центра — Народной партии.

## Происхождение
Родилась в семье португальских поселенцев в колониальной Анголе в год Революции гвоздик. Отец Марии Асунсан владел кофейной плантацией, мать работала врачом.
День рождения Марии Асунсан Кришташ совпал с демонстрацией Молчаливого большинства в Лиссабоне — важной вехой политического процесса. В 1975, накануне провозглашения независимости Анголы, семья среди других реторнадуш перебралась в Португалию. Воспитывалась в духе португальского патриотизма и антикоммунизма, но в юности не готовилась к политической карьере.
В 1997 году Мария Асунсан Кришташ окончила юридический факультет Лиссабонского университета по курсу частного права. Одним из её преподавателей был Марселу Ребелу де Соуза — видный деятель правых сил, будущий лидер Социал-демократической партии и президент Португалии.

## Юрист
С 1995 Асунсан Кришташ была ассистентом на юридическом факультете. В 1999 принята в Ассоциацию португальских адвокатов. В 2002—2004 была советником министра юстиции Марии Селесте Кардоны. С 2005 по 2007 возглавляла в министерстве управление планирования законодательной деятельности.
Читала лекции в Новом Лиссабонском университете, защитила диссертацию на тему кредитного права. Работала преподавателем и доцентом. Преподавала также в Институте полиции и национальном безопасности. Была юридическим консультантом в известном адвокатском доме.

## Партийный политик

### Приход в партию
Мария Асунсан Кришташ придерживается правых консервативных христианско-демократических взглядов, известна приверженностью традиционным католическим ценностям. Активно выступала против разрешения абортов в преддверии февральского референдума 2007 года. Участвовала в тематической телепрограмме на RTP1.
На эти выступления обратил внимание Паулу Порташ — председатель Социально-демократического центра — Народной партии (СДЦ—НП, главная политическая структура португальских правых консерваторов). Порташ предложил Асунсан Кришташ присоединиться к партии. Она приняла предложение.
На парламентских выборах 2009 года Асунсан Кришташ возглавила список СДЦ—НП в Лейрии и стала депутатом португальского парламента. Вновь была избрана на выборах 2011 года.

### Министр коалиционного правительства
При формировании правительственной коалиции СДП с СДЦ—НП Асунсан Кришташ получила портфель министра сельского хозяйства и по морским делам в правительстве Педру Пасуша Коэлью. Не только политические оппоненты, но и однопартийцы высказывали претензии в связи с её подчас резкими и импульсивными решениями.
На министерском посту Асунсан Кришташ показала себя как упорный и весьма конфликтный политик. Она жёстко отстаивала консервативные принципы управления. Было резко ограничено использование чиновниками министерства современных технических средств, мотивируя это негативным влиянием гаджетов на экологию. Спорным решением министра считается ликвидация (за долги и в связи с исчерпанием функций) Parque Expo — управляющей компании лиссабонской портовой фрегезии Парк наций. Последним её решением перед отставкой в октябре 2015 года стало выделение финансирования на приобретение нового судна для океанографических исследований.

## Председатель партии
На съезде СДЦ—НП в марте 2016 года Асунсан Кришташ была избрана председателем партии, сменив на этом посту Паулу Порташа. Таким образом она стала первой женщиной во главе португальской консервативной партии.
Выдвижение Кришташ, поддержанное Порташем и группой его сторонников, прошло не без проблем: правое крыло партии (Нуну Мелу, руководитель партийного антикоррупционного центра Филипе Лобу д’Авила) имело свои возражения. Лидер правых Нуну Мелу выступает с позиций жёсткого антикоммунизма, тогда как Асунсан Кришташ считается склонной к идеологическим компромиссам для решения тактических задач. Избрание Кришташ стало возможным путём договорённости с Мелу.
Асунсан Кришташ ставит задачу совместить приверженность традиционным христианско-демократическим принципам времён основателей партии Диогу Фрейташа ду Амарала и Аделину Амару да Кошта с эффективным политическим менеджментом Паулу Порташа. В декабре 2016 года была проведена встреча Асунсан Кришташ с историческими лидерами СДЦ—НП, символизировавшая консолидацию сорокалетней традиции.
В конце 2017 года Асунсан Кришташ дважды встречалась с президентом Марселу Ребелу де Соуза: в ноябре Кришташ предлагала главе государства выплатить фермерам компенсации за ущерб от лесных пожаров, в декабре — наложить вето на законопроект о государственном финансировании политических партий, дабы блокировать возможности партийной коррупции.
Под руководством Асунсан Кришташ консерваторы добились заметного успеха на выборах в городской совет Лиссабона в декабре 2017 года. Кришташ энергично критиковала мэра-социалиста Фернанду Медину, призывала уделять большее внимание развитию социальной сферы португальской столицы.
СДЦ—НП выступала в правоконсервативном блоке с Партией Земли и Народной монархической партией (НМП). Консерваторы и монархисты протестовали против «превращения Лиссабона в город досуга», образно призывают «носить юбки и брюки, но не корсеты». Председатель НМП Гонсалу да Камара Перейра ставил Асунсан Кришташ в пример — как «женщину, способную и работать, и заниматься домом».
Ангольское происхождение Асунсан Кришташ давало повод политическим оппонентам намекать на связи с правящим режимом Луанды. В этой связи активисты СДЦ—НП подчёркивали, что партия является антагонистом МПЛА и отношение к Анголе как к братской стране не означает влияния ангольских властей, которое «было бы контрпродуктивно».

## После выборов 2019
6 октября 2019 года в Португалии состоялись парламентские выборы, в которых СДЦ—НП участвовала во главе с Асунсан Кришташ. С позиций консервативного популизма и католической социальной доктрины Кришташ критиковала политику, проводимую Соцпартией при поддержке коммунистов и Левого блока, как продолжение «жёсткой экономии».
Однако партия потерпела серьёзную неудачу, получив лишь 4,3 % голосов и 5 депутатских мандатов (вместо прежних 18). После опубликования результатов выборов Кришташ признала, что партия не добилась желаемых результатов. Она заявила, что не будет выставлять свою кандидатуру для переизбрания на партийный пост.
В январе 2020 съезд СДЦ—НП избрал председателем партии лидера Народной молодёжи Франсишку Родригеша душ Сантуша. Комментаторы посчитали это решение переходом к однозначно правому политическому курсу, без прежних центристских элементов.

## Семья и личность
Асунсан Кришташ замужем, имеет двух сыновей и двух дочерей. В январе 2013 года стала первой в истории Португалии беременной женщиной на министерском посту. Неоднократно высказывала благодарность своему мужу Тиагу Перейра душ Рейш Машаду да Граса за помощь в организации быта, без которой у неё не хватало бы времени на политику.
Асунсан Кришташ — практикующая католичка. Подчёркивает свою религиозность, рассказывает о молитвах. Жизненный девиз: «Строгость, упорство, труд». Доминирующими чертами личности знающие её люди называют мужество и решительность.
Отдых предпочитает проводить с мужем и детьми на пляже своего детства в Алгарве. Увлекается также любительским бегом
Картины семейной и частной жизни Асунсан Кришташ с её согласия часто становятся через СМИ достоянием широкой аудитории.